# 9500 Камелот
9500 Камелот (9500 Camelot) — астероїд головного поясу, відкритий 29 вересня 1973 року.
Тіссеранів параметр щодо Юпітера — 3,363.